# Laubuka
Laubuka ist eine Gattung von Süßwasserfischen aus der Unterfamilie der Bärblinge (Danioninae) in der Familie der Karpfenfische (Cyprinidae). Die Gattung kommt weitverbreitet in Indien, Bangladesh, Myanmar und Südostasien vor. Mehrere Arten sind auf Sri Lanka endemisch.

## Merkmale
Laubuka-Arten werden maximal 7 cm lang und besitzen einen seitlich stark abgeflachten Körper dessen Bauchprofil stärker gebogen ist als das Rückenprofil. Sie ähneln damit der Gattung Chela (Kielbauchbärblinge), der einige Laubuka-Arten zugeschrieben worden waren, unterscheiden sich aber von dieser Gattung durch mehr Wirbel vor dem Schwanzstiel (14 vs. 17 in Chela cachius der Typusart von Chela), weniger Schuppen entlang der Seitenlinie (31 bis 37 + 1-2 vs. 56 bis 61 + 3-4) und weniger Schuppen in einer Querreihe auf der Körperseite (7 bis 11 vs. 17 bis 19), sowie 14 bis 20 verzweigte Flossenstrahlen in der Afterflosse, wogegen Chela cachius dort 21 bis 23 verzweigte Flossenstrahlen besitzt.

## Arten

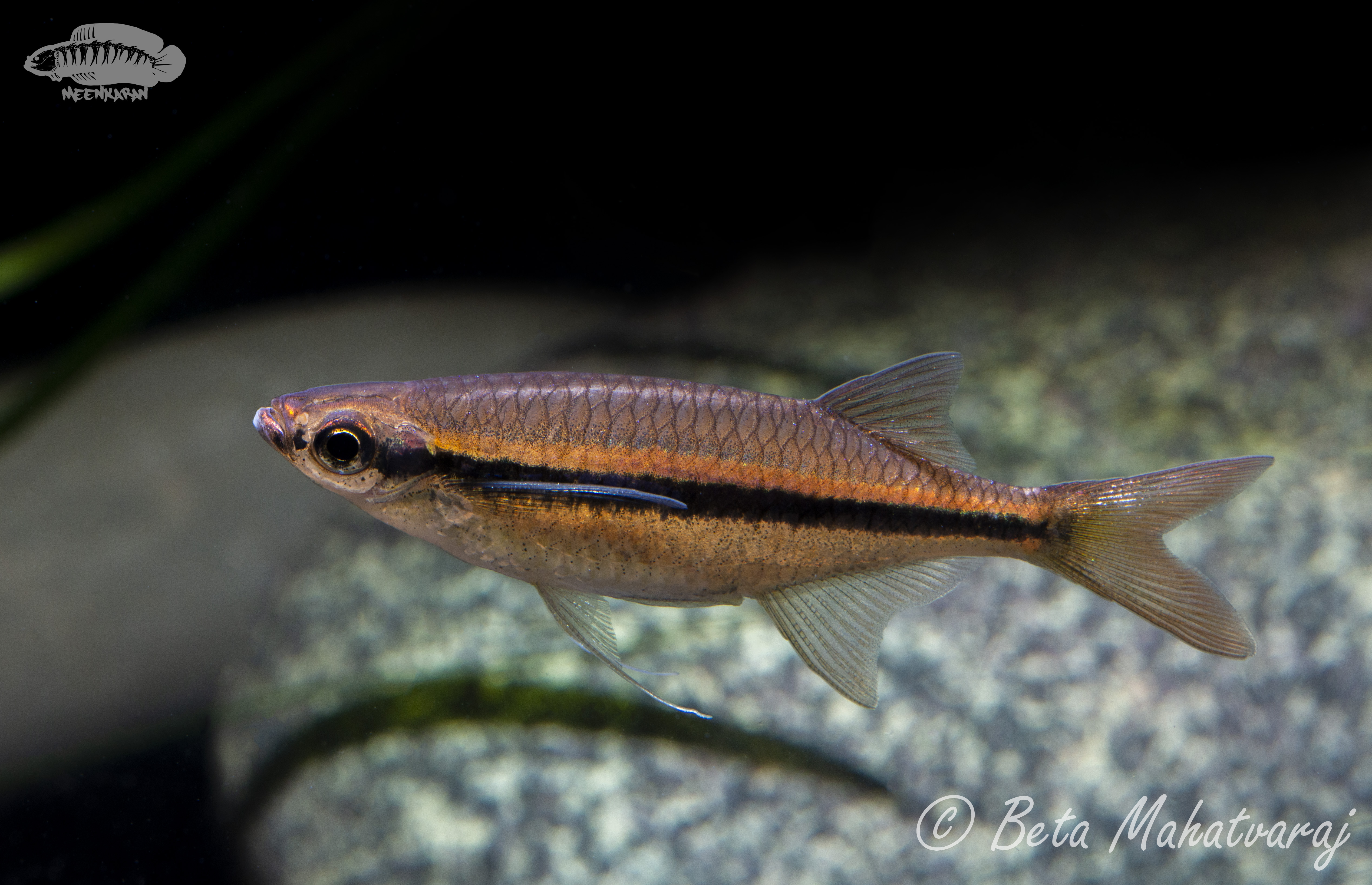
Laubuka fasciata

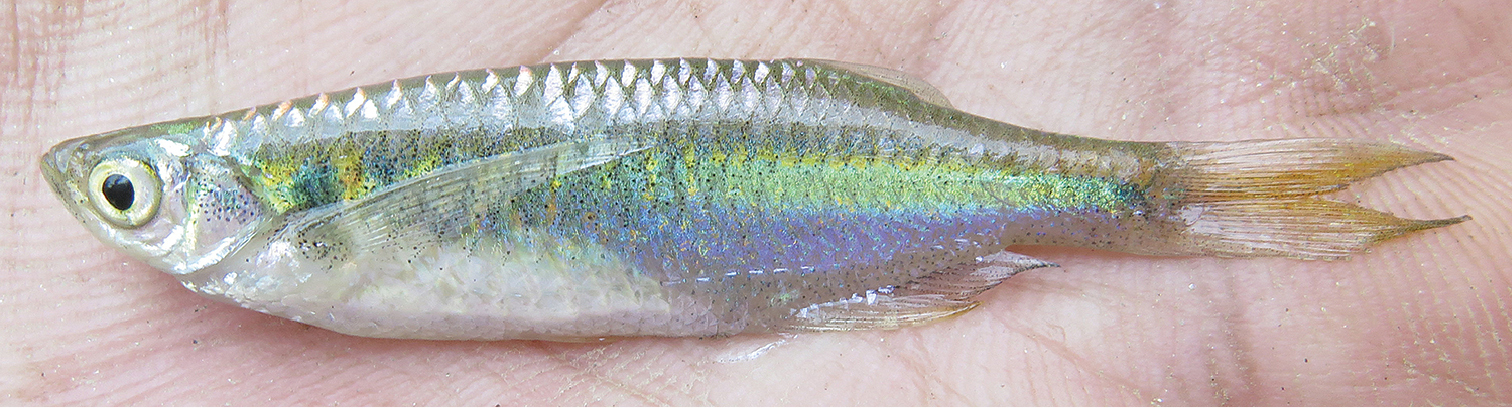
Laubuka tenella

- Laubuka brahmaputraensis Kulabtong, Suksri & Nonpayom, 2012
- Laubuka caeruleostigmata H. M. Smith, 1931
- Laubuka dadiburjori Menon, 1952
- Laubuka fasciata (Silas, 1958)
- Laubuka insularis Pethiyagoda, Kottelat, Anjana Silva, Maduwage & Meegaskumbura, 2008
- Laubuka lankensis (Deraniyagala, 1960)
- Laubuka latens Knight, 2015
- Laubuka laubuca (F. Hamilton, 1822)
- Laubuka parafasciata Lalramliana et al., 2017[5]
- Laubuka ruhuna Pethiyagoda, Kottelat, Anjana Silva, Maduwage & Meegaskumbura, 2008
- Laubuka tenella Kullander et al., 2018
- Laubuka trevori Knight, 2015
- Laubuka varuna Pethiyagoda, Kottelat, Anjana Silva, Maduwage & Meegaskumbura, 2008